# Position (poker)
Position är ett begrepp inom poker. 
I positionella pokerspel som Texas hold'em är en spelares position dennes placering relativt knappen. Spelaren närmast till vänster (medsols) om knappen sägs sitta i första position, spelaren till vänster om denne i andra position osv. Knappen är i sista position. Det är normalt en fördel att sitta i sista position (eller i så sen position som möjligt) av alla kvarvarande i en giv. "Sista position" kan alltså avse den som talar sist av alla kvarvarande och inte nödvändigtvis knappen (som ju kan ha lagt sig). 
I Texas hold'em talar spelaren i första position först i andra till fjärde satsningsrundan. I första satsningsrundan talar spelaren i tredje position först eftersom första och andra position avlagt mörkar.
En positionssatsning (eller positionshöjning) är en satsning (höjning) i syfte att försöka förbättra sin position genom att skrämma bort spelare i ännu bättre position.